# 西武トラベル
西武トラベル株式会社（せいぶトラベル）は、西武グループの旅行会社。

## 沿革
- 1970年（昭和45年）2月 - 西武トラベル株式会社設立

## 営業所・支店
東京都内（東池袋）と大阪市内に営業拠点あり